# 민첩성

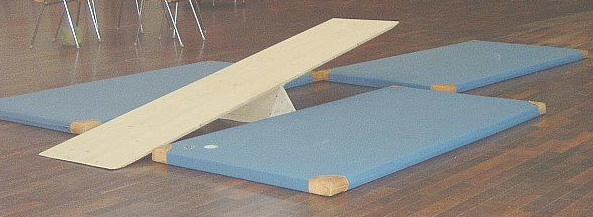
아이들을 위한 민첩성 운동 기구

민첩성(敏捷性, Agility)은 신체의 자세를 재빠르게 바꾸는 능력으로, 균형, 조정력, 속력, 반사, 힘, 지구력 그리고 체력 등의 조합을 사용하는 독립된 운동 기술의 종합적 능력을 필요로 한다. 자극에 대한 반응을 지시하는 동작을 실시할 때까지의 판단 시간이 짧음을 민첩성에 포함하기도 한다.

## 스포츠
스포츠에서 민첩성은 각각의 스포츠마다 사용하는 부위와 정도가 다르기 때문에 개별 스포츠마다 민첩성의 정의가 종종 다르게 규정된다. 셰퍼드 앤 영(2006)은 민첩성을 "속도의 변화와 함께 온몸의 재빠른 운동 또는 자극에 반응하는 지시"라고 정의한다. 대부분의 스포츠에서 민첩성은 중요한 요소이다. 특히, 공수의 변환이 격렬한 축구나 농구에서는 높은 민첩성이 요구된다.

## 기업
기업에서 민첩성은 환경의 변화에 재빨리 그리고 효율적으로 적응하는 능력을 의미한다. 최근에 민첩성은 애자일 소프트웨어 개발이나 기업 민첩성이란 문맥에 적용되기도 한다.

## 같이 보기
- 일리노이 민첩성 검사